# John Kearsley Mitchell

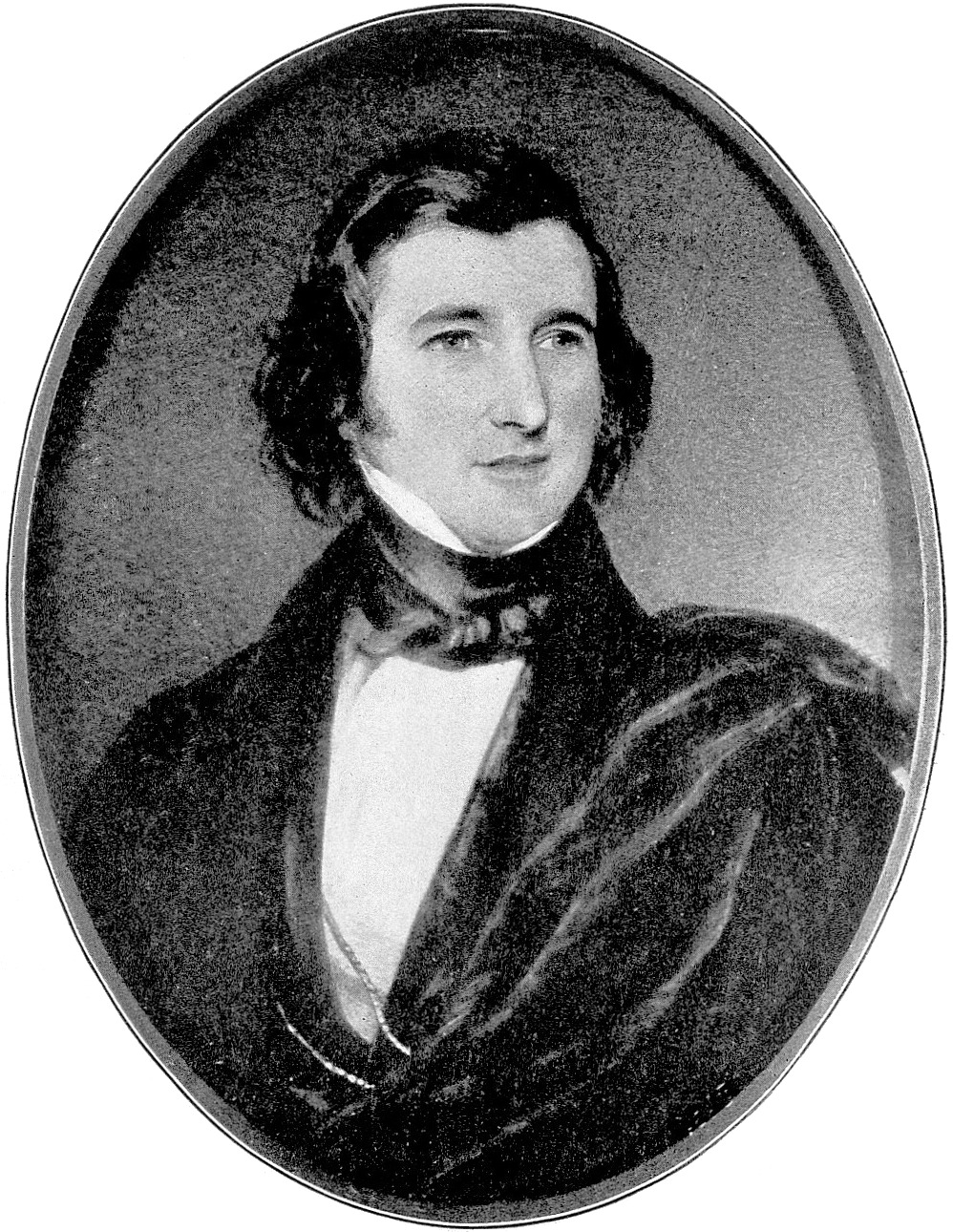
John Kearsley Mitchell

John Kearsley Mitchell (Shepherdstown, 12 mei 1798 - 4 april 1858) was een Amerikaanse arts en schrijver. 
Kearsley volgde een opleiding aan de Ayr Academy en de Universiteit van Edinburgh. Hij keerde terug naar de Verenigde Staten in 1814 en begon geneeskunde te studeren onder Dr. Samuel Powel Griffitts (stage was in deze periode een gebruikelijke methode voor medisch onderwijs) voordat hij zich inschreef bij een instelling voor zijn medische opleiding. Hij studeerde in 1819 af aan het Medical College van de University of Pennsylvania. Voordat hij naar Philadelphia ging om zijn beroep uit te oefenen, maakte hij drie reizen naar het Verre Oosten als scheepschirurg. 
In 1826 werd hij hoogleraar geneeskunde en fysiologie aan het Philadelphia Medical Institute en in 1833 hoogleraar chemie aan het Franklin Institute. Van 1841 tot 1858 was hij professor aan het Jefferson Medical College . 
- Gemeinsame Normdatei: 1056112891
- International Standard Name Identifier: 0000 0000 3068 7254
- Library of Congress Control Number: n86803051
- Virtual International Authority File: 26094636
- WorldCat: E39PBJgd4mgV7Y9RTrmmT4jt8C